# 意大利人民 (意大利报刊)
意大利人民（意大利语：Il Popolo d'Italia）是一份意大利报刊，由贝尼托·墨索里尼在1914年意大利社会党分裂后创立。

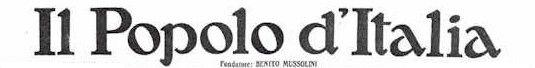
意大利人民的标志

意大利人民刊行于1914年11月15日至1943年7月24日，它是一战后意大利法西斯运动的重要基础之一。报纸宣传军国主义和意大利民族统一主义。